# Spuk von Rosenheim
Als Spuk von Rosenheim wird eine Reihe von Ereignissen bezeichnet, die im Herbst 1967 in einer Anwaltskanzlei in Rosenheim stattfanden. Der Fall erregte in den Massenmedien auch international große Aufmerksamkeit. Er gilt als einer der am besten untersuchten und dokumentierten Fälle von Geschehnissen, die von Parapsychologen im Bereich des sogenannten Spuks beziehungsweise der Telekinese eingeordnet werden. Die Vorgehensweise des federführenden Parapsychologen wurde stark kritisiert und der Fall nach Ansicht von Skeptikern als Schwindel aufgedeckt.

## Ereignisse
In der Rosenheimer Anwaltskanzlei Adam gingen zunächst ständig die an der Decke in zweieinhalb Metern Höhe befestigten Leuchtstoffröhren aus. Handwerker stellten fest, dass sie um 90 Grad aus der Halterung gedreht waren, ohne dass eine äußere Einwirkung zu beobachten war. Eine Reihe von Zeugen hörte immer wieder laute Knallgeräusche, Sicherungsautomaten lösten ohne erkennbaren Grund aus, Flüssigkeit eines Fotokopiergerätes wurde im Raum verspritzt, und innerhalb kurzer Zeit wurde vom Telefonanschluss der Kanzlei aus bis zu 50 mal am Tag die damalige Zeitansage gewählt, ohne dass jemand die vier Büro-Telefonapparate bediente. Der Betrieb der Kanzlei wurde zeitweise unmöglich und so wurde das Technische Prüfamt der Rosenheimer Stadtwerke mit einer gründlichen Untersuchung beauftragt. Unter der Leitung des späteren Direktors der Stadtwerke, Paul Brunner, wurden permanent registrierende Spannungs- und Stromschreiber installiert. Die Vermutung von Stromstörungen schien sich zunächst zu bestätigen. Dann begannen sich Bilder an der Wand zu drehen, Beleuchtungskörper pendelten und explodierten, Schubladen und ein Schrank bewegten sich.
Insgesamt wurden rund 40 Personen Zeugen der seltsamen Erscheinungen, darunter Polizisten, Techniker, Physiker, Psychologen, Ärzte sowie Klienten und Angestellte der Kanzlei.

## Klärung
Am 1. Dezember 1967 schaltete sich das Freiburger Institut für Grenzgebiete der Psychologie und Psychohygiene unter der Leitung von Hans Bender in die Untersuchungen ein. Nachdem umfangreiche technische und physikalische Untersuchungen keine Erklärung hatten liefern können, war auffallend, dass alle Phänomene nur auftraten, wenn die neunzehnjährige Auszubildende der Kanzlei, Annemarie S., sich in der Nähe aufhielt. Bender untersuchte das Mädchen und stellte bei ihr Konflikte fest, die seiner Darstellung nach häufig im Umfeld von Spukfällen oder der sie auslösenden Personen („Fokuspersonen“) auftreten: aktuelle Probleme, psychische Labilität, hohe kurzfristige Erregbarkeit und geringe Frustrationstoleranz. Die Ereignisse verschwanden schlagartig, als das Mädchen im Januar 1968 das Arbeitsverhältnis in der Kanzlei aufgab, sollen aber laut Bender auch bei ihrem neuen Arbeitgeber kurzfristig wieder aufgetaucht sein. Bender sah sie als Beweis für „psychokinetische Bewirkung“. „Spontane Psychokinese“ sei damit „zum ersten Mal objektiv registriert worden“. Annemarie S. selbst bestritt, übernatürliche Fähigkeiten zu besitzen.
Dieser metaphysische Erklärungsansatz und die Vorgehensweise Benders wurden als unwissenschaftlich kritisiert. Bender unterschlage beispielsweise, dass sich in einem Fall die Manipulation durch Annemarie S. nachweisen ließ. Der Wissenschaftsautor Kendrick Frazier kritisierte, dass nie ein ausführlicher Bericht der Parapsychologen veröffentlicht worden sei, weshalb unklar sei, ob und wie natürliche Ursachen ausgeschlossen worden seien. Zudem fand der Zauberkünstler Albin Neumann (Allan) zusammen mit Herbert Schiff und Gert Gunther Kramer in der Anwaltskanzlei mehrere Anhaltspunkte dafür, dass die Öffentlichkeit durch Tricks getäuscht worden sei. Allan, Schiff und Kramer hielten dies 1969 in ihrem Buch Falsche Geister – Echte Schwindler fest. Sie fanden Nylonfäden an verschiedenen Gegenständen, unter anderem an einer pendelnden Lampe, einem Gasrohr und einem Drahtgestell eines „springenden“ Wandtellers, welche die Gegenstände zum beobachteten geisterhaften Bewegen bringen konnten. Hinter einem Schrank fanden sie einen Gummiknüppel, mit dem man durch Gegen-die-Wand-Schlagen das vermeintliche Geisterklopfen erzeugen konnte, was die Hausgehilfin bestätigte. Auch vormals suspekte schwarze Wandspuren ließen sich mit dem Gummiknüppel auf diese Weise reproduzieren. Rechtsanwalt Adam erklärte dagegen, dass er den Knüppel zur Selbstverteidigung besitze.
Die Elektrophänomene könnten durch ein im selben Haus befindliches damaliges Röntgengerät oder durch absichtlich herbeigeführte Kurzschlüsse entstanden sein. Heiße Glühbirnen könnte man durch Bespritzen mit bestimmten Flüssigkeiten zum lauten Platzen gebracht haben.
Eine einstweilige Verfügung Adams gegen die Veröffentlichung des Buchs von Allan, Schiff und Kramer wurde abgelehnt.
Am neuen Arbeitsplatz von Annemarie S. seien – entgegen den Behauptungen Benders – niemals Spukerscheinungen aufgetreten.